# Wapienica
Wapienica (deutsch Lobnitz) ist ein Stadtteil (Osiedle) von Bielsko-Biała in der Woiwodschaft Schlesien in Polen.

## Geographie
Wapienica liegt an der Grenze des Schlesischen Vorgebirges (Pogórze Śląskie, im Norden) und der Schlesischen Beskiden (Beskid Śląski, im Süden), am Fluss Wapienica, etwa 4 km westlich des Stadtzentrums, etwa 60 km südlich von Katowice.
Der Stadtteil hat 2588,56 ha.
Nicht weit entfernt findet man die Seilzugbahn Szyndzielnia (deutsch Kamitzer Platte).

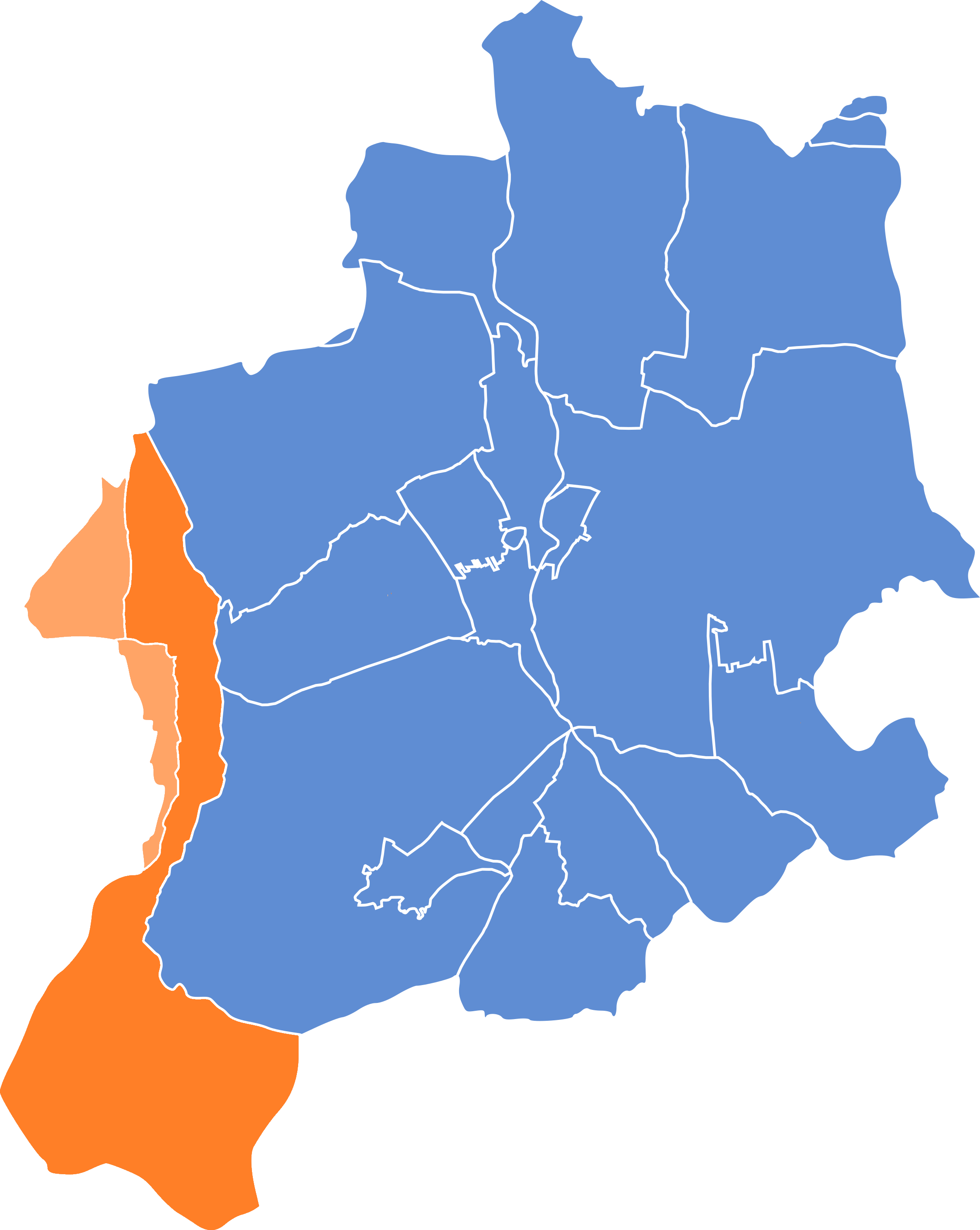
Wapienica (orange)

## Geschichte
Der Ort liegt im Olsagebiet (auch Teschener Schlesien, polnisch Śląsk Cieszyński).
Es wurde im 16. Jahrhundert gegründet und wurde im Jahre 1571 erstmals urkundlich als Lopnitz erwähnt. Es wurde von Deutschen angesiedelt, aber der Name wurde von dem slawischen Name des dort durchfließenden Flusses Łopienica abgeleitet. Letztendlich wurden dann der Ort und der Fluss in Wapienica umbenannt.
Politisch gehörte das Dorf zum Herzogtum Teschen, die Lehnsherrschaft des Königreichs Böhmen in der Habsburgermonarchie. Seit 1572 gehörte es zur Herrschaft Bielitz (seit 1754 Herzogtum Bielitz).
Nach der Aufhebung der Patrimonialherrschaften bildete es ab 1850 eine Gemeinde in Österreichisch-Schlesien, Bezirk und Gerichtsbezirk Bielitz. In den Jahren 1880–1910 stieg die Einwohnerzahl von 792 im Jahre 1880 auf 823 im Jahre 1910, es waren überwiegend deutschsprachige (zwischen 66,1 % im Jahre 1890 und 90,2 % im Jahre 1880), auch polnischsprachige (zwischen 9,7 % im Jahre 1880 und 33,8 % im Jahre 1890). Im Jahre 1910 waren 63,7 % evangelisch, 34,3 % römisch-katholisch, es gab 7 Juden und 10 anderen Glaubens. Das Dorf gehörte zum Bielitz-Bialaer Sprachinsel.
1920 nach dem Zusammenbruch der k.u.k. Monarchie und dem Ende des Polnisch-Tschechoslowakischen Grenzkriegs kam Wapienica zu Polen. Unterbrochen wurde dies nur durch die Besetzung Polens durch die Wehrmacht im Zweiten Weltkrieg.
Die 1921 gegründete Werkzeug- und Sägenfabrik Globus (polnisch Fabryka Pił i Narzędzi), hat ihren Sitz in Wapienica.
Zwischen den Jahren 1954 und 1972 war das Dorf Verwaltungssitz der Gromada Wapienica. Von 1973 bis 1. Januar 1977 war es Sitz der Gmina Wapienica, bevor es ein Teil der Stadt Bielsko-Biała wurde.

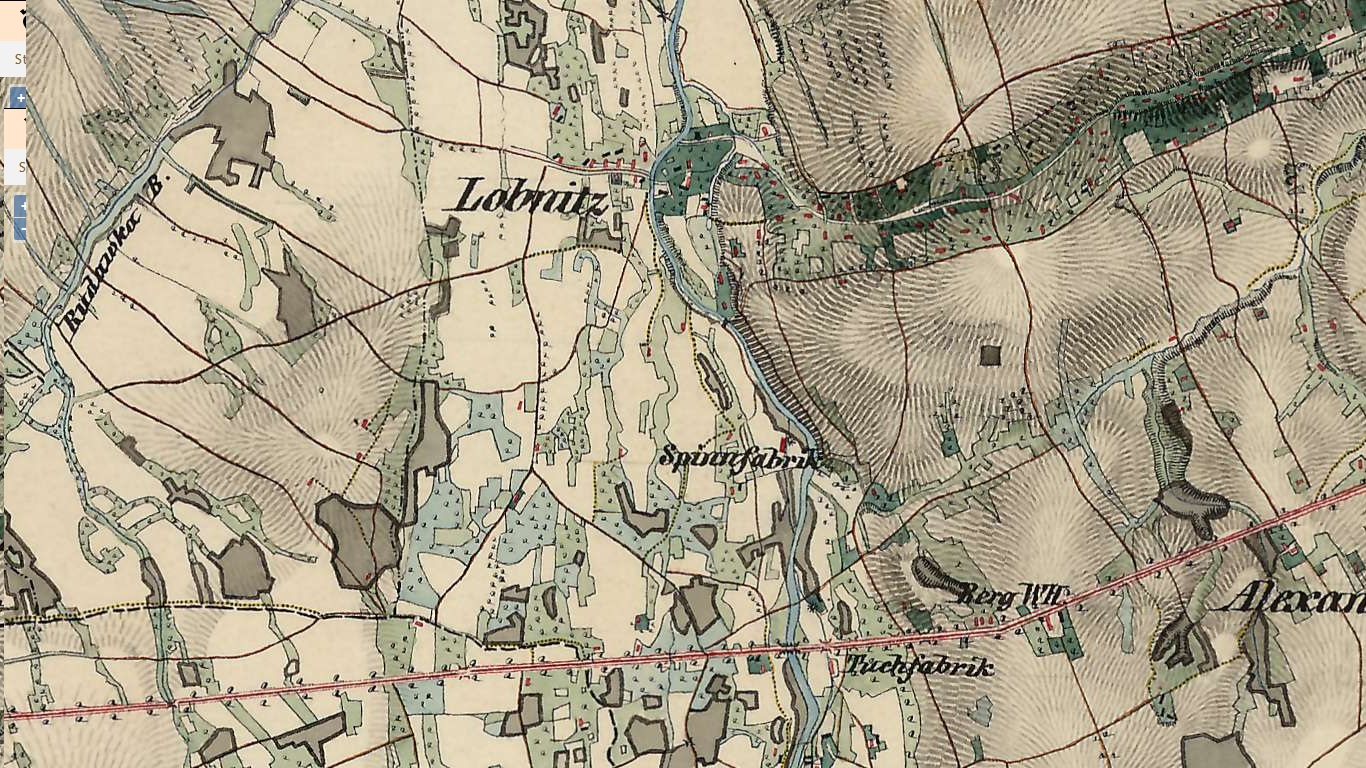
Wapienica (1855)
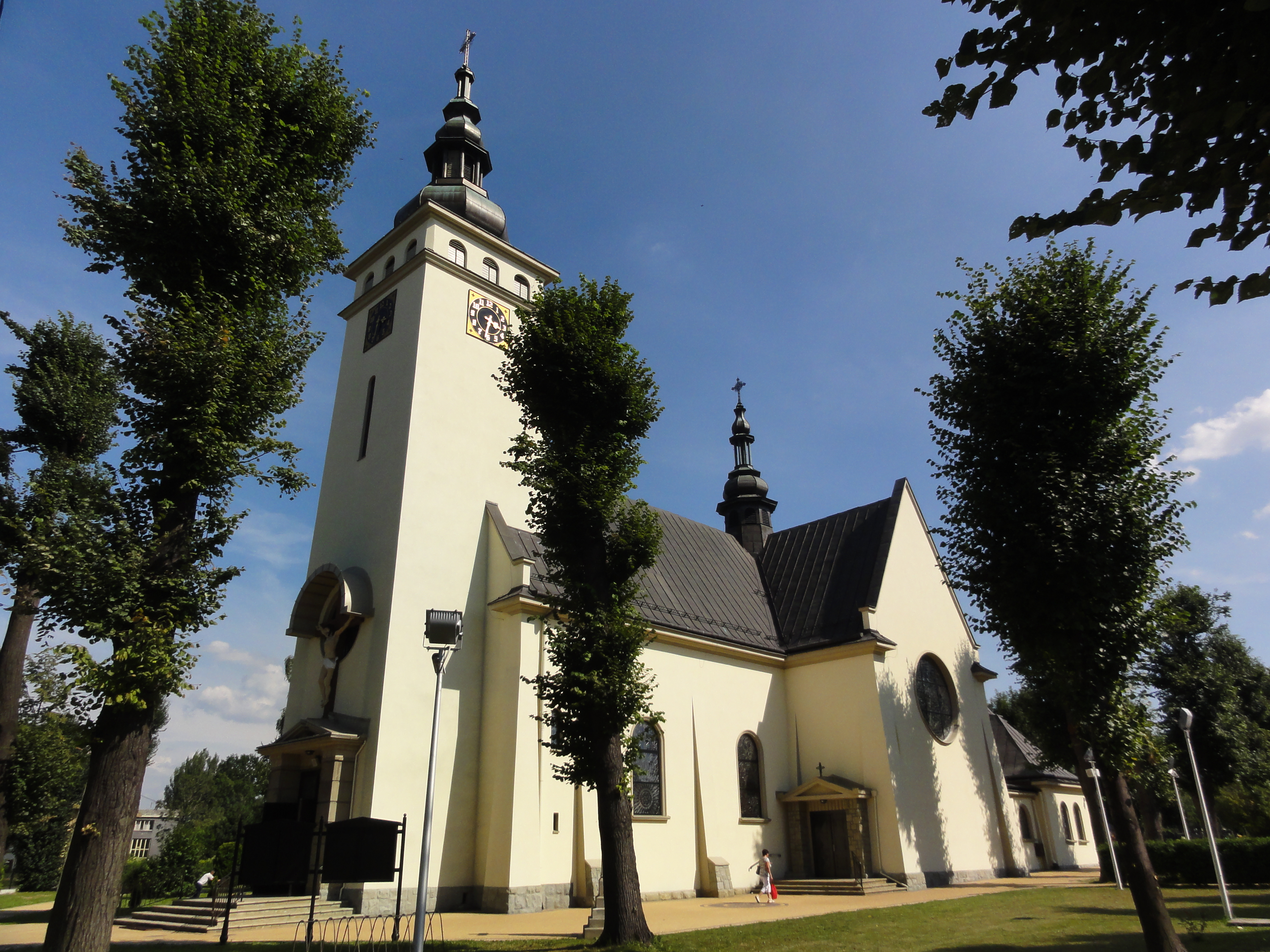
Katholische Kirche
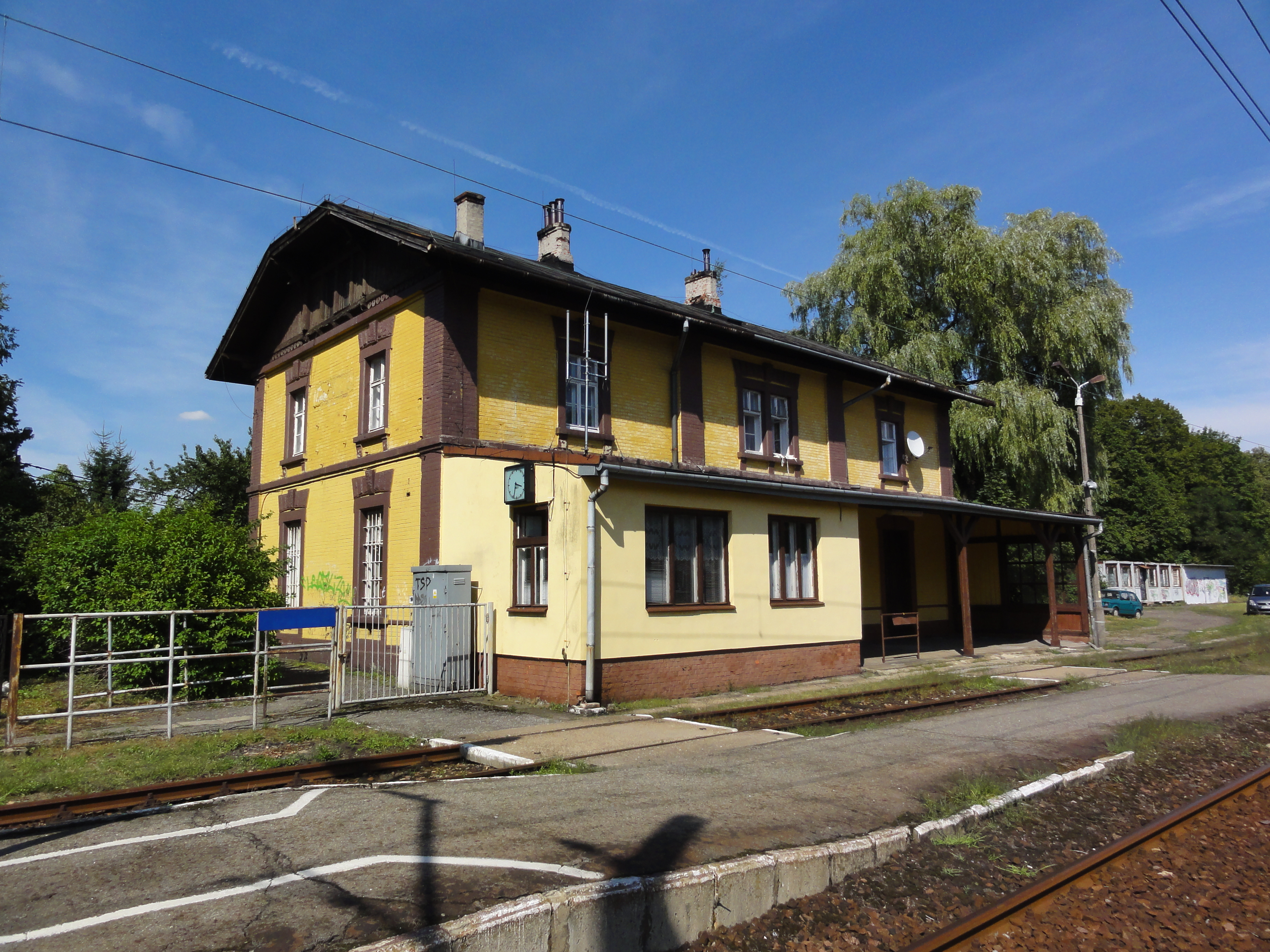
Bahnhof